# 도부 닛코역
도부 닛코 역(일본어: 東武日光駅、とうぶにっこうえき)(영어: Tobu-nikko Station)은 일본 도치기현 닛코시에 있는 도부 철도 닛코 선의 역이다. 닛코 선의 종점이다. 역 번호는 TN 25이다.

## 역사
- 1929년 10월 1일: 영업 개시.
- 1968년 2월 25일: 도부 닛코 궤도선의 도부에키마에 역 폐지.
- 1979년 10월 1일: 역사를 현행 알파인식으로 개축.
- 1991년경: 발차 멜로디 도입.
- 2000년: 간토의 역 백선에 선정됨.
- 2012년 3월 17일: TN 25의 역 번호 도입.

## 역 구조
두단식 승강장 3면 5선의 지상역이다. 산장을 본뜬 삼각 지붕의 역사가 특징이다. 역사와 승강장 사이에는 차이가 있는데, 계단 및 슬로프에서 연결되고 자동 개찰기가 설치된 역이다. 발차 멜로디는 "Crystal Clear River"를 사용하고 있다. 표고(해발)는 543m이다.
본 역 구내(개찰 외)에서 도시락이 판매되고 있다. 개찰 내 매점은 없다.
개찰 내에는 화장실 설비가 없지만, 보통 열차에 화장실이 설치되어 있어 정차 시간도 길기 때문에 대용이 있다.
외국인 관광객 이용이 증가하고 있어 영어도 대비할 수 있는 관광 안내 카운터(닛코 시 관광 협회가 운영)를 2017년 3월 24일 개설하였고, 동년 4월 1일에는 맡긴 수하물을 인근 숙소로 보내는 서비스도 시작되었다.

### 승강장
| 번호    | 행선 | 종별                                           |
| ------- | --- | ---------------------------------------------- |
| 1・2・4 | 닛코 선 시모이마이치・신토치기・ 기누가와 선 기누가와온센・ ■ 야간 철도선 아이즈코겐오제구치・ ■ 아이즈 철도선 아이즈타지마 방면・ 도부 스카이트리 라인 기타센주・도쿄 스카이트리・아사쿠사 방면 | 쾌속 "AIZU 마운트 익스프레스"・구간 급행・보통 |
| 4・5・6 | 닛코 선 시모이마이치・신토치기・ 기누가와 선 기누가와온센・ ■ 야간 철도선 아이즈코겐오제구치・ ■ 아이즈 철도선 아이즈타지마 방면・ 도부 스카이트리 라인 기타센주・도쿄 스카이트리・아사쿠사 방면 | 특급 "케곤"・"닛코"                            |

- 3번 선은 결번이다. 원래는 존재하였으나 현재는 결번되었다.
- 상기의 노선명은 여객 안내 상의 명칭("도부 스카이트리 라인"은 애칭)으로 표기하고 있다.
- 1,2번 선과 4 ~ 6번 선은 Y의 글자 모양으로 나뉘어 역사 측을 향해서 사이가 넓어지고 있으며 그 동안에는 내부 마당이 있다. 또한, 5,6번 승강장에는 4번 승강장의 두단부에서 돌아서 들어가는 것이다.
- 승강장 유효 길이는 1,2선이 4량분, 4 ~ 6번 선은 6량분이다. 1,2번 선은 3량분이 일체의 건물들로 가득하다.

## 역 주변
본 역과 JR의 닛코 역이 닛코 시가의 동쪽 끝에 있다.
- 동일본여객철도(JR 동일본) 닛코 선 닛코역
- 닛코 시청 닛코 종합 지소(본청은 옛 이마이치 시청)
- 닛코 시립 닛코 도서관
  - 닛코 시 닛코 마을 회관
- 닛코 향토 센터
- 닛코 소방서
- 닛코 경찰서
- 닛코 우체국
- 닛코 역전 우체국

## 사진

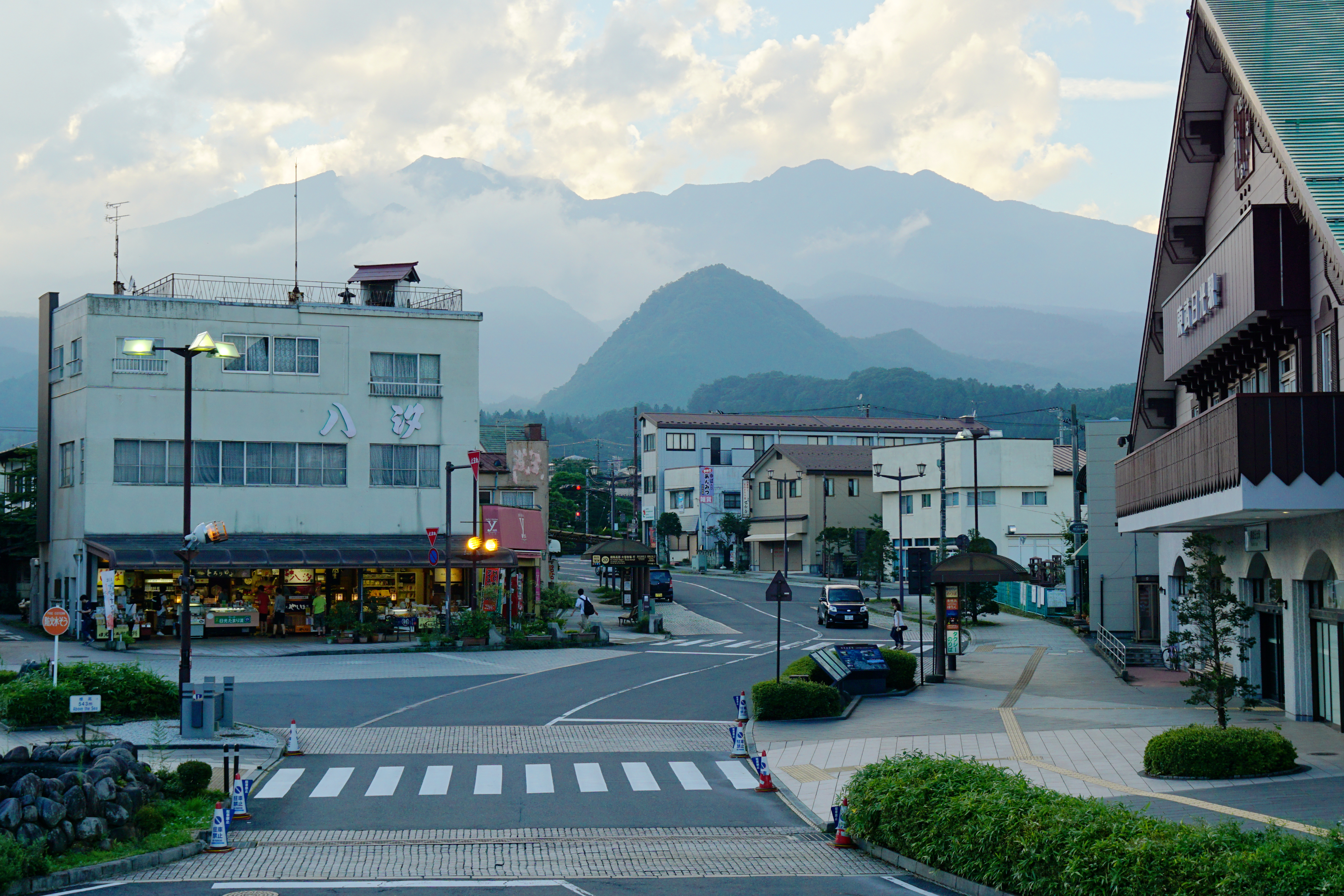
역전 광장
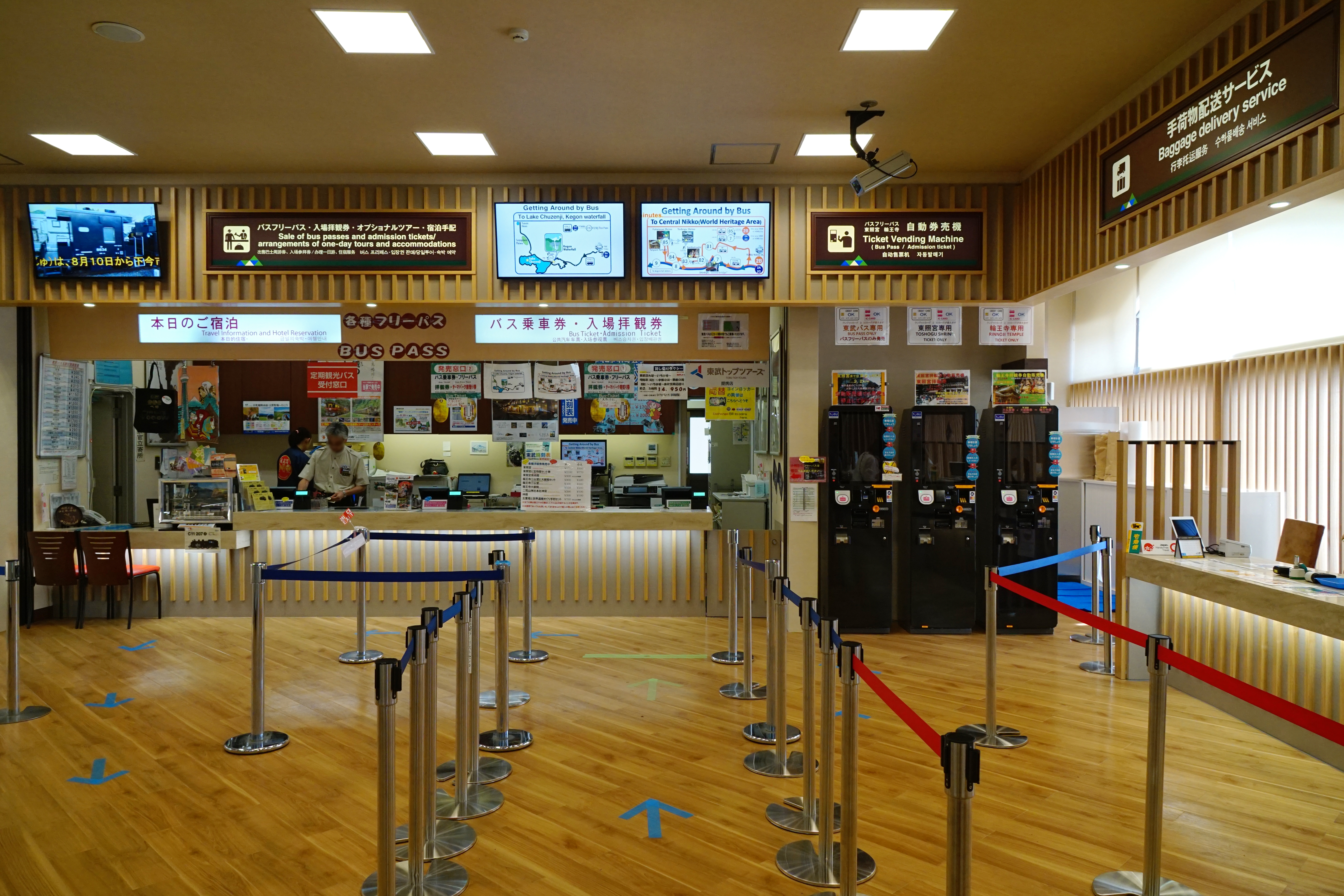
매표소
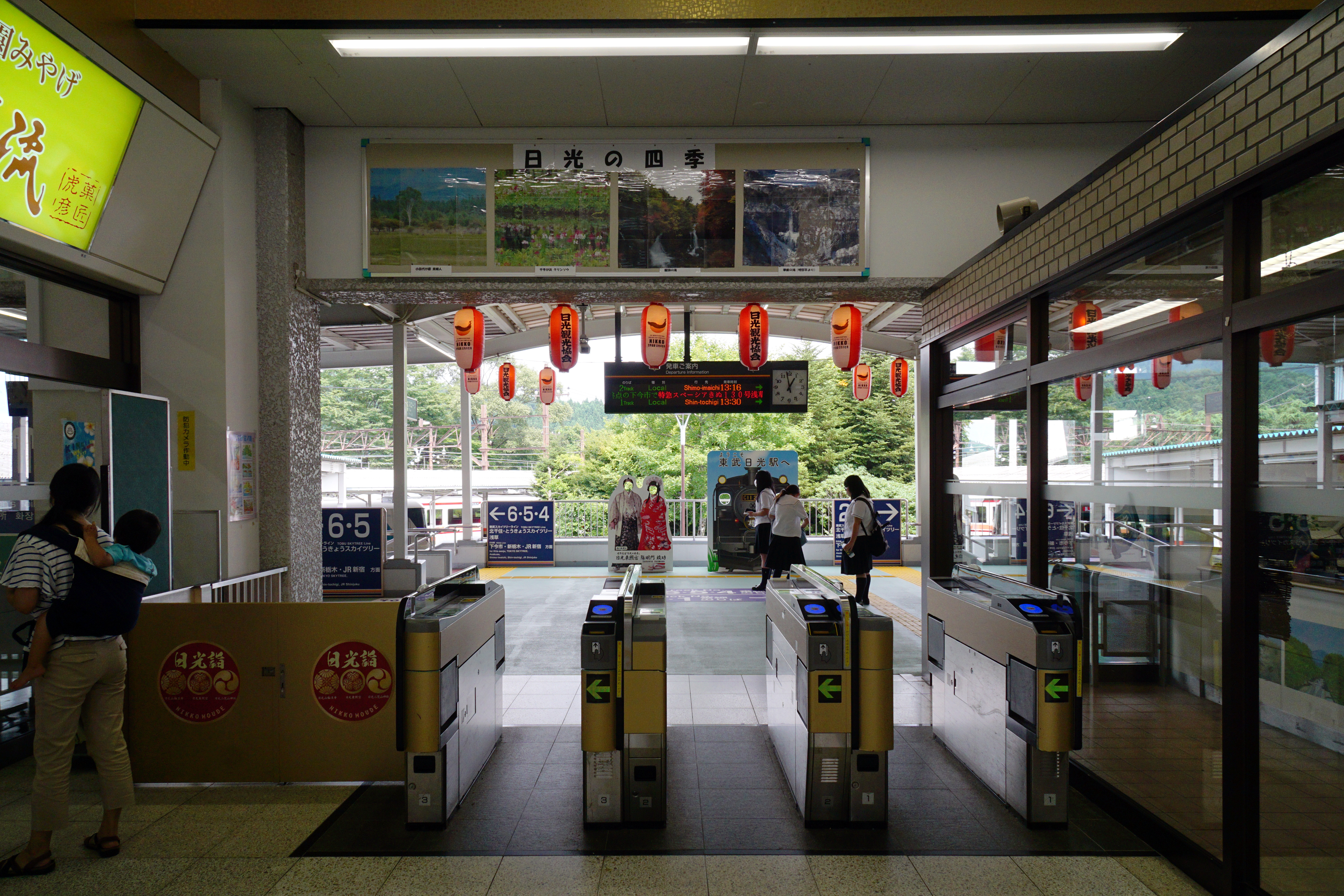
개찰구
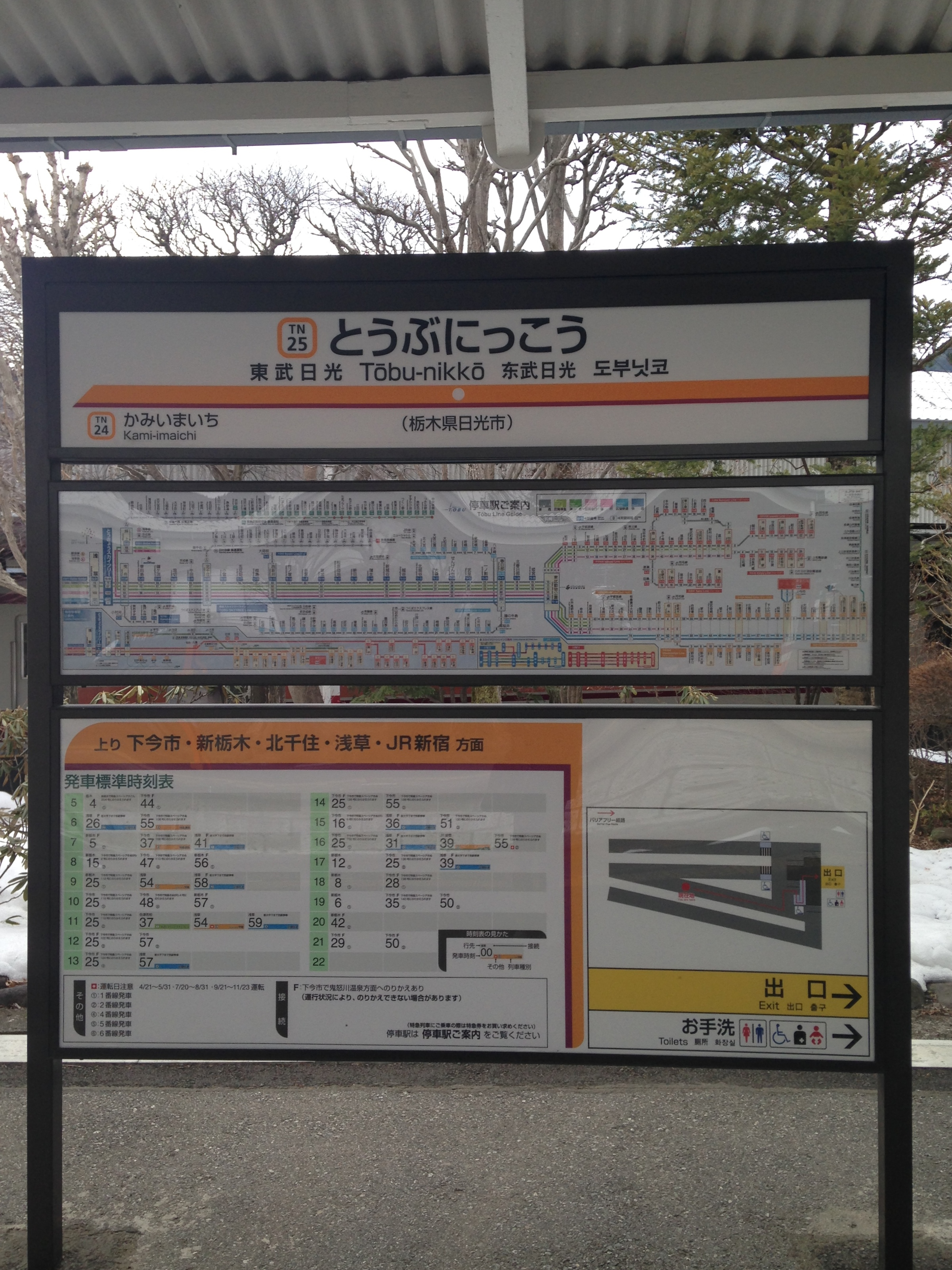
역명판

## 인접역
| 도부 철도 닛코 선                       | 도부 철도 닛코 선                                  | 도부 철도 닛코 선 |
| --------------------------------------- | -------------------------------------------------- | ----------------- |
| TN 23 시모이마이치 도부 도부쓰코엔 방면 | ■ 급행                                             | 시·종착역         |
| TN 24 가미이마이치 도부 도부쓰코엔 방면 | □ 쾌속 "AIZU 마운트 익스프레스" ■ 구간 급행 ■ 보통 | 시·종착역         |